# Red Army (fodbold)
The Red Army (dansk: Den Røde Hær) er en hooligan-gruppe, der følger den engelske fodboldklub, Manchester United. Den er en af de største og mest indflydelsesrige hooligangrupper i engelsk fodbold.

## Baggrund
Red Army var et navn givet til Manchester United udebane supportere i løbet af 1970'erne. Mest udbredt i 1974-75, da United var blevet forvist fra toppen af engelsk fodbold og spillede en sæson i anden division, Red Army skabte kaos på stadioner i hele landet, de besøgte stadioner, hvor de til tider ville overstige antallet af hjemmebane fans. Sammen med nogle Bolton Wanderers fans, blev en ung Blackpool F.C fan stukket ihjel bag Spion Kop på Bloomfield Road i Blackpool under en anden divisons-kamp den 24. august 1974. Dette førte til indførelsen af publikum adskillelse og hegn på fodboldstadioner i England.
Red Army indgik i 1985 i dokumentarfilmen 'hooligan', baseret omkring West Ham Uniteds tur til Old Trafford i sjette runde i FA Cup. Den viser Red Army slås mod Inter City Firm (ICF) omkring Manchester. De indgik også i The Real Football Factories dokumentarserie.
Tony O'Neill, manden bag Red Army og et tidligere medlem, har udgivet to bøger om gruppen: Red Army General i 2005 som koncentrere sig om 1970'erne og begyndelsen af 1980'erne; og The Men in Black i 2006, som fortæller historien fra midten af 1980'erne til i dag.